# Sara Teasdale
Sara Teasdale (San Luis, 8 de agosto de 1884-Nueva York, 29 de enero de 1933) fue una poetisa lírica estadounidense. Nació como Sara Trevor Teasdale y después de su matrimonio pasó a llamarse Sara Teasdale Filsinger.
Sus breves y personales poemas destacaron por su tranquila intensidad y simplicidad.

## Primeros años y educación
Sara Teasdale nació el 8 de agosto de 1884. Fue la hija menor del matrimonio entre John Warren Teasdale y Mary Elizabeth Willard, ya de nediana edad cuando nació su hija pequeña (él tenía 45 y ella 40). Tenía dos hermanos y una hermana mayores que tenían entre catorce y diecinueve años en el momento de su nacimiento. Sara quería mucho a su hermana Mamie, pero nunca congenió con George y John. Su padre era un acaudalado hombre de negocios, y Dara lo adoraba. En cambio su madre era una dura y dominante baptista. Durante toda su vida tuvo una salud delicada contrayendo enfermedades muy fácilmente, debido a esto se educaba en casa y no comenzó a ir la escuela hasta los nueve años. Comenzó a asistir al Mary Institute pero un año después cambió al Hosmer Hall donde acabó graduándose en 1903.
Desde joven acostumbraba a viajar a Chicago donde conoció a Harriet Monroe, editora de la revista Poetry: A Magazine of Verse, con la que inició una amistad que duró toda su vida. Monroe ayudó a Teasdale a introducirse en los círculos literarios, y sobre todo poéticos, de la época.  

## Biografía y trayectoria
El primer poema de Sara fue publicado en el semanario local Reedy's Mirror en mayo del año 1907. Como también le fue publicada ese mismo año su primera colección de poemas, Sonnets to Duse and Other Poems. Muchos de los poemas estaban dedicados a la actriz italiana Eleonora Duse, de ahí el título de la colección, de la que envió una copia a Arthur Symons. Éste hizo una crítica muy elogiosa en la Saturday Review de Londres, lo que animó a Teasdale a continuar escribiendo.
En 1911 fue publicada su segunda colección de poemas, Helen of Troy and Other Poems. Se casó en 1914 con Ernest Filsinger, hombre de negocios de St.Louis, tras haber rechazado a otros pretendientes, entre ellos el poeta Vachel Lindsay.
La tercera colección de poemas Rivers to the Sea publicada en 1915 fue un best seller con varias ediciones impresas. Un año más tarde se mudó a Nueva York junto con Ernest.
En 1918, la colección de poesías Love Songs (1917) fue galardonada con dos premios: el Premio de Poesía de la Universidad de Columbia (actualmente Premio Pulitzer de Poesía) y el Premio de la Sociedad de Poesía de América.
Continuó publicando durante esos años pero, convencida de que su matrimonio afectaba a su frágil salud, decide divorciarse. En 1929, aprovechando un viaje de Ernest al extranjero, se divorcia de su marido.
Tras el divorcio se aisló, se volvió irritable y empezó a trabajar en una biografía de Christina Rossetti, que nunca terminó. Siguió viviendo en Nueva York, y prácticamente su única amistad era su antiguo pretendiente Vachel Lindsay. El suicidio de éste en 1931 la afectó mucho. A mediados de 1932 contrajo una neumonía de la que nunca se recuperó.
El 29 de enero de 1933 se suicidó con una sobredosis de barbitúricos.

## Legado
El compositor alemán de música clásica Johannes Boris Borowski compuso un ciclo de canciones para voz femenina y piano titulado Songs after poems by Sara Teasdale, (2023-2024).

## Obras
- 1907: Sonnets to Duse and Other Poems.
- 1911: Helen of Troy and Other Poems.
- 1915: Rivers to the Sea.
- 1917: Love Songs.
- 1917: The Answering Voice: One Hundred Love Lyrics by Women, antología.
- 1919: Vignettes of Italy: A Cycle of Nine Songs for High Voice.
- 1920: Flame and Shadow.
- 1922: Rainbow Gold for Children, antología.
- 1926: Dark of the Moon.
- 1930: Stars To-night.
- 1932: A Country House.
- 1933: Strange Victory, póstumo.
- 1937: The Collected Poems of Sara Teasdale, antología póstuma.

## Traducciones

### Libros
- Canciones de amor / Love songs. Edición bilingüe. Traducción de María Ramos, con prólogo de Marcus Versus. Harpo libros, Madrid, 2018. ISBN 978-84-945399-3-0.

### Antologías
- Luces de Nueva York y otros poemas. Antología bilingüe. Edición y traducción de Hilario Barrero. Ravenswood Books, Almería, 2017. ISBN 978-84-946382-4-4 .
- Llegarán suaves lluvias. Antología bilingüe. Edición y traducción de Juan Carlos Villavicencio, con prólogo de Luz María Astudillo y epílogo de Kurt Folch. Descontexto Editores, Santiago de Chile, 2018. ISBN 978-956-9438-20-2.